# Gabriela Mărginean
Gabriela Mărginean, född 12 februari 1987, är en rumänsk basketspelare. 
Mărginean deltog vid olympiska sommarspelen 2020 och var en del av Rumäniens lag som blev utslagna i gruppspelet i tremannabasket.